# 天鵝座CP
天鵝座CP，又名BD+44 3889，HD 205939、SAO 51109、HR 8272，是天鵝座的一颗恒星，视星等为6.2，位于銀經90.59，銀緯-5.65，其B1900.0坐标为赤經21h 33m 37.8s，赤緯+44° -5.65′ 51″。